# Brezovay András
Brezovay András (?, 1850 – Egerszólát, 1928. október) Borsod vármegye visszautasított, a gyakorlati munkába nem lépett főispánja.

## Élete
Brezovay földbirtokos, cs. és kir. őrnagy volt, akit a Fejérváry Géza vezette, rövid életű, ún. „darabont kormány” (hivatalosan Ferenc József) nevezett ki Borsod vármegye élére. Már Vay Elemér is a kormány jogsértőnek ítélt intézkedései miatt mondott le tiltakozásul, és a közgyűlés ekkor, 1905 novemberében tartott közgyűlésén úgy határozott, hogy hazaárulónak tartja azt, aki ebben a helyzetben elfogadja a főispánságot. Így következett be, hogy a kinevezett új főispánt a megye nem volt hajlandó elfogadni.
Amikor a leirat megérkezett, az állandó választmány tizenegy tagja (köztük Miklós Ödön, Kubik Béla, Vay Elemér, országgyűlési képviselők) fogalmazta meg a határozatot Brezovay beiktatásával szemben, és öt pontban sorolták fel észrevételeiket. Röviden összefoglalva: a „szokott esküt tőle ki nem vesszük”, a vármegyeház  helyiségeit bezárják előtte, utasítják az alispánt, hogy a „törvénytelen főispán” beiktatására ne hívjon össze közgyűlést, de „ha pedig Brezovay András beiktatásának kierőszakolása czéljából netalán maga kísérelné meg rendkívüli közgyűlés összehívását, azt … előre is semmisnek és törvénytelennek nyilvánítjuk”. Ha mégis sikerülne közgyűlést összehívnia, őt „betolakodónak” nyilvánítják, és semmilyen határozatot nem lesznek hajlandóak hozni, ezen túl pedig mindenkitől elvárják „alkotmányvédő küzdelmük” támogatását. A határozati javaslatot a testület 137 tagja egyhangúlag megszavazta.
Mindazonáltal Brezovay András 1906. január 20-án – katona lévén – fegyveresekkel behatolva megszállta a megyeházát, a lepecsételt helyiségeket feltörte, és két napra rá megyegyűlést hívott össze. Január 22-én egyetlen bizottsági tag jelenlétében megtörtént a székfoglalása, azonban – mivel a kormány hamarosan megbukott – a tényleges megyei munkába már nem volt módja bekapcsolódnia.